# Línea 1 (Metro de Bruselas)
La línea 1 del Metro de Bruselas es una línea de ferrocarril metropolitano que conecta las estaciones Gare de l'Ouest/Weststation y Stockel/Stokkel, dentro de la región de Bruselas-Capital.
Comparte el tramo entre Gare de l'Ouest y Merode con la línea 5 del Metro.

## Historia
El trazado de la línea 1 proviene de la línea del Metro 1B, aunque solo por su parte este, la cual desapareció con la restructuración de todas las líneas del suburbano en 2009. A ella pertenecen los primeros tramos del metro de la capital belga, inaugurados en 1976, entre De Brouckère y Merode.

## Recorrido

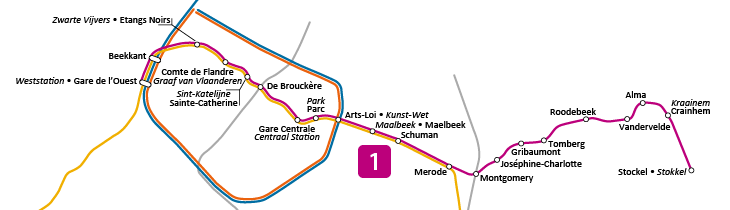
Plano de la línea 1, marcada en violeta.

La línea 1 tiene el siguiente recorrido:
|  |   |  | Estación                              | Municipio            | Correspondencias |
|  | - |  | ------------------------------------- | -------------------- | ---------------- |
|  | o |  | Gare de l'Ouest/Weststation           | Molenbeek            |                  |
|  | o |  | Beekkant                              | Molenbeek            |                  |
|  | o |  | Étangs Noirs/Zwarte Vijvers           | Molenbeek/Koekelberg |                  |
|  | o |  | Comte de Flandre/Graaf van Vlaanderen | Molenbeek            |                  |
|  | o |  | Saint-Catherine/Sint-Katelijne        | Bruselas             |                  |
|  | o |  | De Brouckère                          | Bruselas             |                  |
|  | o |  | Bruxelles-Central/Brussel-Centraal    | Bruselas             |                  |
|  | o |  | Parc/Park                             | Bruselas             |                  |
|  | o |  | Arts-Loi/Kunst-Wet                    | Bruselas             |                  |
|  | o |  | Maelbeek/Maalbeek                     | Bruselas             |                  |
|  | o |  | Schuman                               | Bruselas             |                  |
|  | o |  | Merode                                | Woluwe-Saint-Pierre  |                  |
|  | o |  | Montgomery                            | Woluwe-Saint-Pierre  |                  |
|  | o |  | Joséphine-Charlotte                   | Woluwe-Saint-Pierre  |                  |
|  | o |  | Gribaumont                            | Woluwe-Saint-Pierre  |                  |
|  | o |  | Tomberg                               | Woluwe-Saint-Pierre  |                  |
|  | o |  | Roodebeek                             | Woluwe-Saint-Pierre  |                  |
|  | o |  | Vandervelde                           | Woluwe-Saint-Pierre  |                  |
|  | o |  | Alma                                  | Woluwe-Saint-Pierre  |                  |
|  | o |  | Crainhem/Kraainem                     | Woluwe-Saint-Pierre  |                  |
|  | o |  | Stockel/Stokkel                       | Woluwe-Saint-Pierre  |                  |